# 黎發安
德尼·黎發安（1868年—1946年9月17日），20世紀30－40年代越南南圻（交趾支那）有名的富豪。

## 生平
黎發安1868年出生於法屬交趾支那新安轄平立村。他的父親菲利普·黎發達是南圻六省四位著名的大地主之一，黎發安是這位富豪最出名的兒子之一。
黎發安曾前往法國馬賽留學，回國後在父親黎發達的指導下經營生意。
1946年9月17日，黎發安在西貢逝世，享壽78歲。

## 墳墓

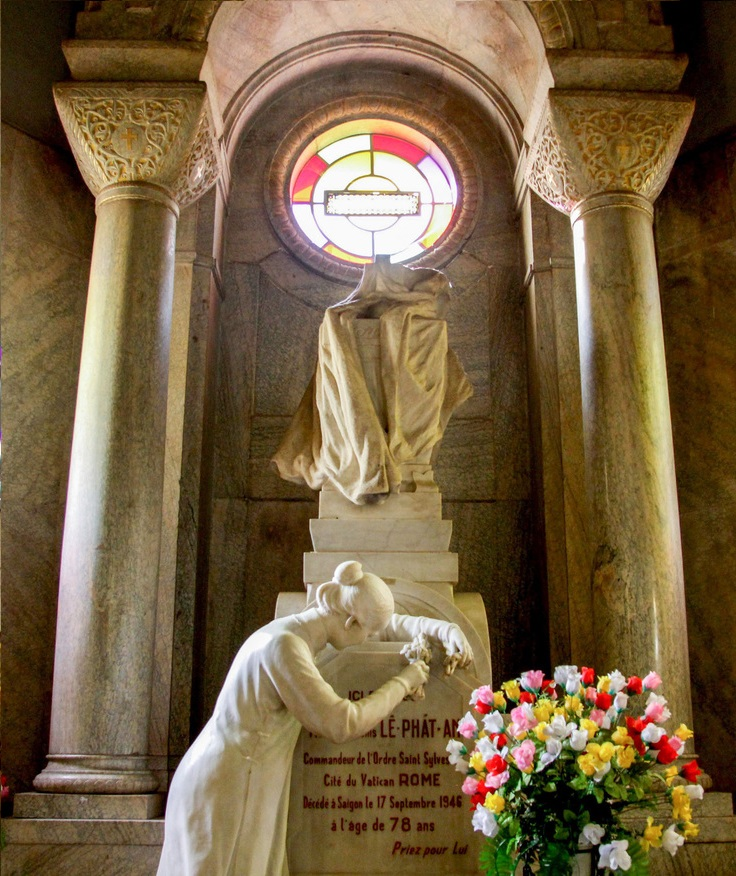
黎發安墓

黎發安與他的妻子陳氏書的墳墓坐落於聖若瑟堂的兩側，靠近祭臺。他和夫人的墓碑都只记录了逝世地點與年份（陳氏書於1932年1月18日在守德去世，享壽60歲）。
在陳氏的墓前，有黎發安先生跪地祈祷的雕像，而黎發安的墓前則有一座他的妻子抱着墓碑的雕像。这两座雕像是用白色大理石雕刻成的，而坟墓本身則是用花岗岩制成的。
黎發安和夫人的雕像以及墳墓由兩名法國著名建築師和雕刻家A·孔特奈和保羅·迪屈安製作。迪屈安曾爲越南啓定帝的陵墓製作雕像。

## 外部鏈接
- Denis Lê Phát An | Mémoires d'Indochine （页面存档备份，存于）